# فيكتور إيفان
فيكتور إيفان (26 يونيو 1949 - 19 يناير 2025)، هو صحفي سريلانكي، ولد في 26 يونيو 1949.